# Om
Om (označava se velikim grčkim slovom Ω) je mjerna jedinica za električni otpor. Izvedena je jedinica SI sustava. Definira se kao vrijednost otpora na kojem pri protjecanju struje od jedan amper nastaje pad napona od jedan volt, (volt po amperu).
1 Ω = 1 V / 1 A =  1 m²·kg·s–3·A–2
Jedinica je nazvana prema njemačkom fizičaru Georgu Simonu Ohmu koji je istraživao odnos između struje i napona u metalnim vodičima.
Recipročna mjerna jedinica od oma (otpora) je simens (vodljivost).

## Definicija
Omski otpor je definiran kao otpor između dvije točke vodiča kada je razlika potencijala između te dvije točke jednaka jedan volt i vodičem protječe električna struja od jednog ampera (na vodič ne smije djelovati elektromotorna sila).
{\displaystyle \Omega ={\dfrac {\mbox{V}}{\mbox{A}}}={\dfrac {{\mbox{m}}^{2}\cdot {\mbox{kg}}}{{\mbox{s}}\cdot {\mbox{C}}^{2}}}={\dfrac {\mbox{J}}{{\mbox{s}}\cdot {\mbox{A}}^{2}}}={\dfrac {{\mbox{kg}}\cdot {\mbox{m}}^{2}}{{\mbox{s}}^{3}\cdot {\mbox{A}}^{2}}}={\dfrac {{\mbox{J}}\cdot {\mbox{s}}}{{\mbox{C}}^{2}}}={\dfrac {\mbox{1}}{\mbox{S}}}={\dfrac {\mbox{s}}{\mbox{F}}}}
gdje je:
V = volt
A = amper
m = metar
kg = kilogram
s = sekunda
C = kulon
J = džul
S = simens
F = farad
U većini slučajeva otpor vodiča je približno konstantan unutar određenih granica napona, temperature i ostalih parametara, jednom riječju linearani otpornik. U drugim slučajevima otpor se mijenja u ovisnosti o nekom parametru, primjerice fotootpornik.
Od manjih i većih jedinica u elektrotehnici i elektronici se često koriste mikoomi, miliomi, kiloomi, megaomi i gigaomi.
U izmjeničnim strujnim krugovima, električna impedancija se također mjeri u omima.